# Trichodiadema introrsum
Trichodiadema introrsum är en isörtsväxtart som först beskrevs av Adrian Hardy Haworth och Joseph Dalton Hooker, och fick sitt nu gällande namn av Niesler. Trichodiadema introrsum ingår i släktet Trichodiadema och familjen isörtsväxter. Inga underarter finns listade i Catalogue of Life.